# Tweede Kamerverkiezingen in het kiesdistrict Tietjerksteradeel (1897-1918)

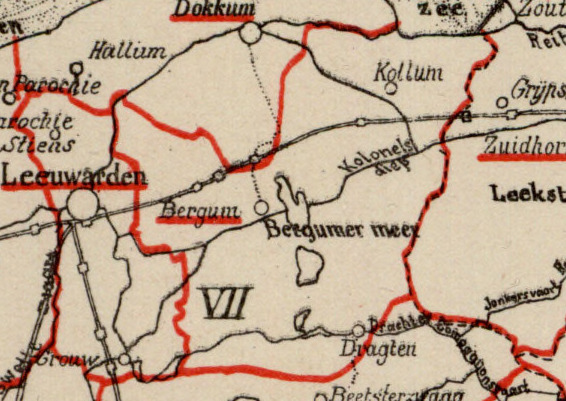
Kiesdistrict Tietjerksteradeel (1897)

Tweede Kamerverkiezingen in het kiesdistrict Tietjerksteradeel (1897-1918) geeft een overzicht van verkiezingen voor de Nederlandse Tweede Kamer in het kiesdistrict Tietjerksteradeel in de periode 1897-1918.
Het kiesdistrict Tietjerksteradeel werd in 1897 ingesteld door een hernoeming van het kiesdistrict Bergum. Tot het kiesdistrict behoorden de volgende gemeenten: Achtkarspelen, Kollumerland, Smallingerland en Tietjerksteradeel.
Legenda
- cursief: in de eerste verkiezingsronde geëindigd op de eerste of tweede plaats, en geplaatst voor de tweede ronde;
- vet: gekozen als lid van de Tweede Kamer.

## 15 juni 1897
De verkiezingen werden gehouden na ontbinding van de Tweede Kamer.
|                  | 15 juni | 25 juni |
| ---------------- | ------- | ------- |
| Kiesgerechtigden | 5.968   | 5.968   |
| Opkomst          | 4.281   | 5.154   |
| Geldige stemmen  | 4.250   | 5.104   |
| Blanco stemmen   | 31      | 50      |
| Kandidaten       |         |         |
| P.J. Troelstra   | 1.149   | 2.672   |
| J.D. de Vries    | 1.867   | 2.432   |
| H.P. de Kanter   | 842     |         |
| L.W.de Vries     | 392     |         |

## 14 juni 1901
De verkiezingen werden gehouden na ontbinding van de Tweede Kamer.
|                  | 14 juni |
| ---------------- | ------- |
| Kiesgerechtigden | 6.234   |
| Opkomst          | 5.490   |
| Geldige stemmen  | 5.446   |
| Blanco stemmen   | 44      |
| Kandidaten       |         |
| A.S. Talma       | 3.025   |
| P.J. Troelstra   | 1.247   |
| H.P. de Kanter   | 1.174   |

## 16 juni 1905
De verkiezingen werden gehouden na ontbinding van de Tweede Kamer.
|                     | 16 juni |
| ------------------- | ------- |
| Kiesgerechtigden    | 7.880   |
| Opkomst             | 7.282   |
| Geldige stemmen     | 7.236   |
| Blanco stemmen      | 46      |
| Kandidaten          |         |
| A.S. Talma          | 3.851   |
| H. Goeman Borgesius | 1.916   |
| P.J. Troelstra      | 1.469   |

## 12 maart 1908
Syb Talma, gekozen bij de verkiezingen van 16 juni 1905, trad op 12 februari 1908 af vanwege zijn benoeming als minister van Landbouw, Nijverheid en Handel in het kabinet-Heemskerk. Om in de ontstane vacature te voorzien werd een tussentijdse verkiezing gehouden.
|                           | 12 maart |
| ------------------------- | -------- |
| Kiesgerechtigden          | 8.169    |
| Opkomst                   | 7.027    |
| Geldige stemmen           | 6.990    |
| Blanco stemmen            | 37       |
| Kandidaten                |          |
| C. van der Voort van Zijp | 3.825    |
| P. Rink                   | 1.663    |
| W.H. Vliegen              | 1.502    |

## 11 juni 1909
De verkiezingen werden gehouden na ontbinding van de Tweede Kamer.
|                           | 11 juni |
| ------------------------- | ------- |
| Kiesgerechtigden          | 8.358   |
| Opkomst                   | 6.949   |
| Geldige stemmen           | 6.898   |
| Blanco stemmen            | 51      |
| Kandidaten                |         |
| C. van der Voort van Zijp | 4.029   |
| H.J. Romeijn              | 1.636   |
| W.H. Vliegen              | 1.233   |

## 17 juni 1913
De verkiezingen werden gehouden na ontbinding van de Tweede Kamer.
|                           | 17 juni |
| ------------------------- | ------- |
| Kiesgerechtigden          | 8.967   |
| Opkomst                   | 8.058   |
| Geldige stemmen           | 7.975   |
| Blanco stemmen            | 83      |
| Kandidaten                |         |
| C. van der Voort van Zijp | 4.137   |
| J.H. Faber                | 2.238   |
| W.H. Vliegen              | 1.601   |

## 15 juni 1917
De verkiezingen werden gehouden na ontbinding van de Tweede Kamer.
|                           | 15 juni |
| ------------------------- | ------- |
| Kiesgerechtigden          | 9.796   |
| Opkomst                   | 4.635   |
| Geldige stemmen           | 4.603   |
| Blanco stemmen            | 32      |
| Kandidaten                |         |
| C. van der Voort van Zijp | 3.764   |
| M.C.van Wijhe             | 839     |

## Opheffing
De verkiezing van 1917 was de laatste verkiezing voor het kiesdistrict Tietjerksteradeel. In 1918 werd voor verkiezingen voor de Tweede Kamer overgegaan op een systeem van evenredige vertegenwoordiging met kandidatenlijsten van politieke partijen.